# ミネルバトンシリーズ
『ミネルバトンシリーズ』は、コンピュータゲームのシリーズである。

## 作品一覧

### 初期
- 暗黒城、発売日:1984年7月31日、メーカー:エニックス、対応機種:PC88/FM-7、ジャンル:ADV
- リグラス 〜魂の回帰〜、発売日:1986年1月31日、メーカー:ランダムハウス、対応機種:PC88、ジャンル:アクションRPG

### シルヴァ・サーガ
- ミネルバトンサーガ ラゴンの復活、発売日:1987年10月23日、メーカー:アーテック・タイトー、対応機種:FC、ジャンル:RPG
- シルヴァ・サーガ、発売日:1992年7月24日、メーカー:セタ、対応機種:FC、ジャンル:RPG
- シルヴァ・サーガ2、発売日:1993年6月25日、メーカー:セタ、対応機種:SFC、ジャンル:RPG

### ガデュリン
- ディガンの魔石、発売日:1988年、メーカー:アーテック・スタジオぬえ、対応機種:PC88/PC98/MSX2、ジャンル:RPG
- ガデュリン、発売日:1991年5月28日、メーカー:セタ、対応機種:SFC、ジャンル:RPG

### 関連作品
- 獣神ローガス、発売日:1987年7月1日、メーカー:アーテック・ランダムハウス、対応機種:PC98、ジャンル:RPG
- ダーク・レイス、発売日:1989年、メーカー:アーテック、対応機種:PC98、ジャンル:ダンジョンRPG
- バルバトゥスの魔女、発売日:1990年、メーカー:アーテック、対応機種:PC88、ジャンル:RPG
- THE SEED、発売日:2001年、メーカー:アートディンク、対応機種:PS2、ジャンル:SLG